# Ornytion
Cet article possède un paronyme, voir Ornytos.
Dans la mythologie grecque, Ornytion (en grec ancien Ὀρνύτιων), fils de Sisyphe et de Mérope, est roi de Corinthe.
Il est le père de Thoas (qui règne après lui) et de Phocos,. 
D'après une autre version qui figure dans une scholie à Euripide, Ornytion serait venu d'Aonie (en Béotie) et aurait prêté main-forte aux habitants de Hyampolis (les Hyantes) dans leur guerre contre les Locriens opontiens ; ayant finalement gagné le royaume pour lui-même, il le transmet à son fils Phocos et retourne à Corinthe pour régner, laissant ensuite son trône en héritage à Thoas.